# Ботіївська сільська громада
Ботіївська сільська громада — колишня об'єднана територіальна громада в Україні, у Приазовському районі Запорізької області, з колишнім адміністративним центром — с. Ботієве.
Площа громади —  км², населення —  мешканців (2020).
Громада була утворена 30 червня 2016 року шляхом об'єднання Ботіївської та Приморсько-Посадської сільських рад Приазовського району.
12 червня 2020 року Ботіївська сільська громада ліквідована, відповідно до розпорядження Кабінету Міністрів України № 713-р «Про визначення адміністративних центрів та затвердження територій територіальних громад Запорізької області», шляхом приєднання до Приазовської селищної громади.

## Населені пункти
До складу громади входили 4 села:
| Населений пункт   | Населення, осіб (2001) |
| ----------------- | ---------------------- |
| Ботієве           | 1615                   |
| Бабанівка         | 42                     |
| Строганівка       | 596                    |
| Приморський Посад | 455                    |